# Sicuri

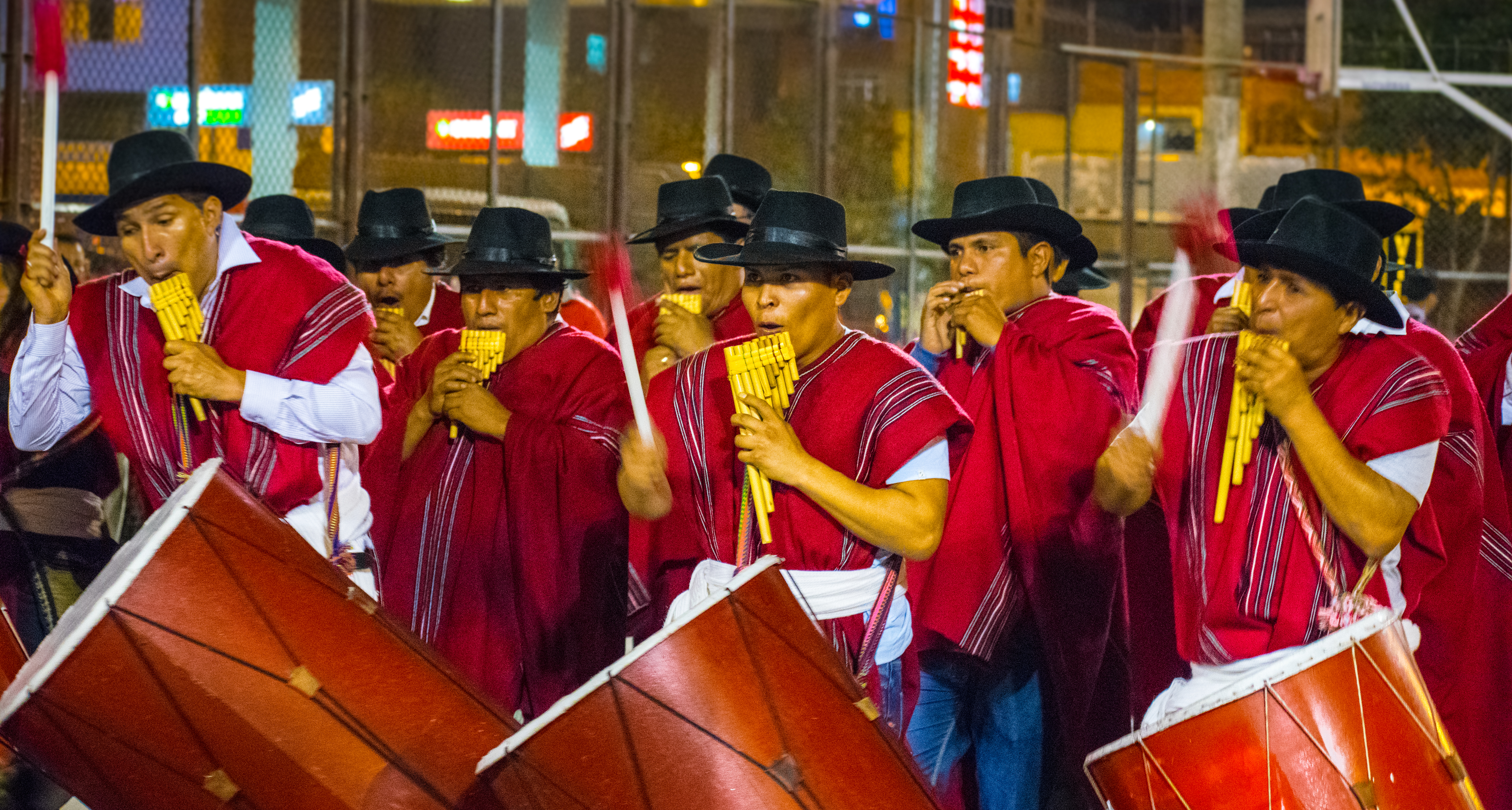
Sikuris Inkari del Perú

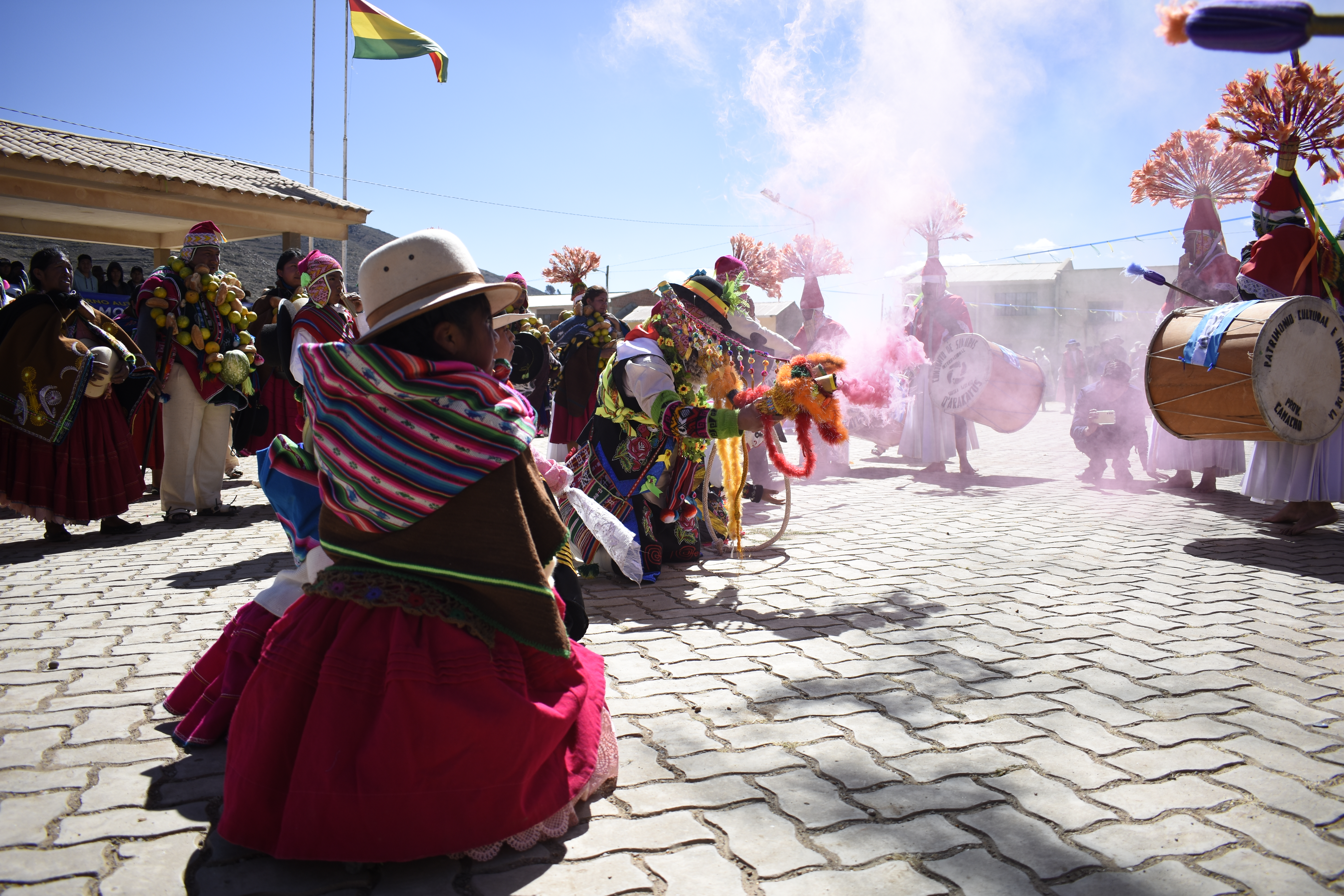
Sicuris en Tajani, Bolivia

Sicuri, o sikuri, es una expresión musical y dancística tradicional de los Andes, practicada principalmente en comunidades aymaras de Perú, Chile, Bolivia y Argentina. Su nombre proviene el término aimara sikuri, que hace referencia  tanto al tocadoro tañedor de siku o sicu como a los géneros musicales y danzas asociados a estas agrupaciones.

## Origen del sicuri
El principal instrumento musical utilizado es el siku, zampoña o antara de procedencia de la zona central de Perú. El sikuri que tiene su origen hacia 4000 años a. C.. En Perú está declarado como Patrimonio Cultural Inmaterial por el extinto Instituto Nacional de Cultura del Perú (INC) actual Ministerio de Cultura del Perú. Su origen y desarrollo se inició en la cultura Caral, Perú desde allí se difundió a otras culturas donde se extendió y desarrollo en diferentes formas y estilos hacia todo el continente.

## Características de la interpretación del sicuri
Los cortes o tamaños de este instrumento son variados, y están asociados a las edades de la familia en una comunidad, donde al tamaño estándar denominado "malta" correspondería tocar a los jóvenes, seguido por las "zanjas" un poco más grandes y de tono graves que correspondería tocar a los adultos, por último se tiene a los "chilis", que son los más pequeños que correspondería tocar a los niños. Por otro lado en grupos como el "Qhantati Ururi de Conima" o los "Qkeni Sankayo" del Perú, se cuentan con otros cortes respecto a los anteriores como son las "contramaltas", "contrazanjas", "bajos chilis", estos últimos matizan ligeramente desacompasando a los anteriores, resultado de una añadidura moderna de terceras y quintas; en general cuando se interpreta en conjunto se produce una sinfonía melodiosa, denominada «sicuriada» o «sicureada».

## Siku

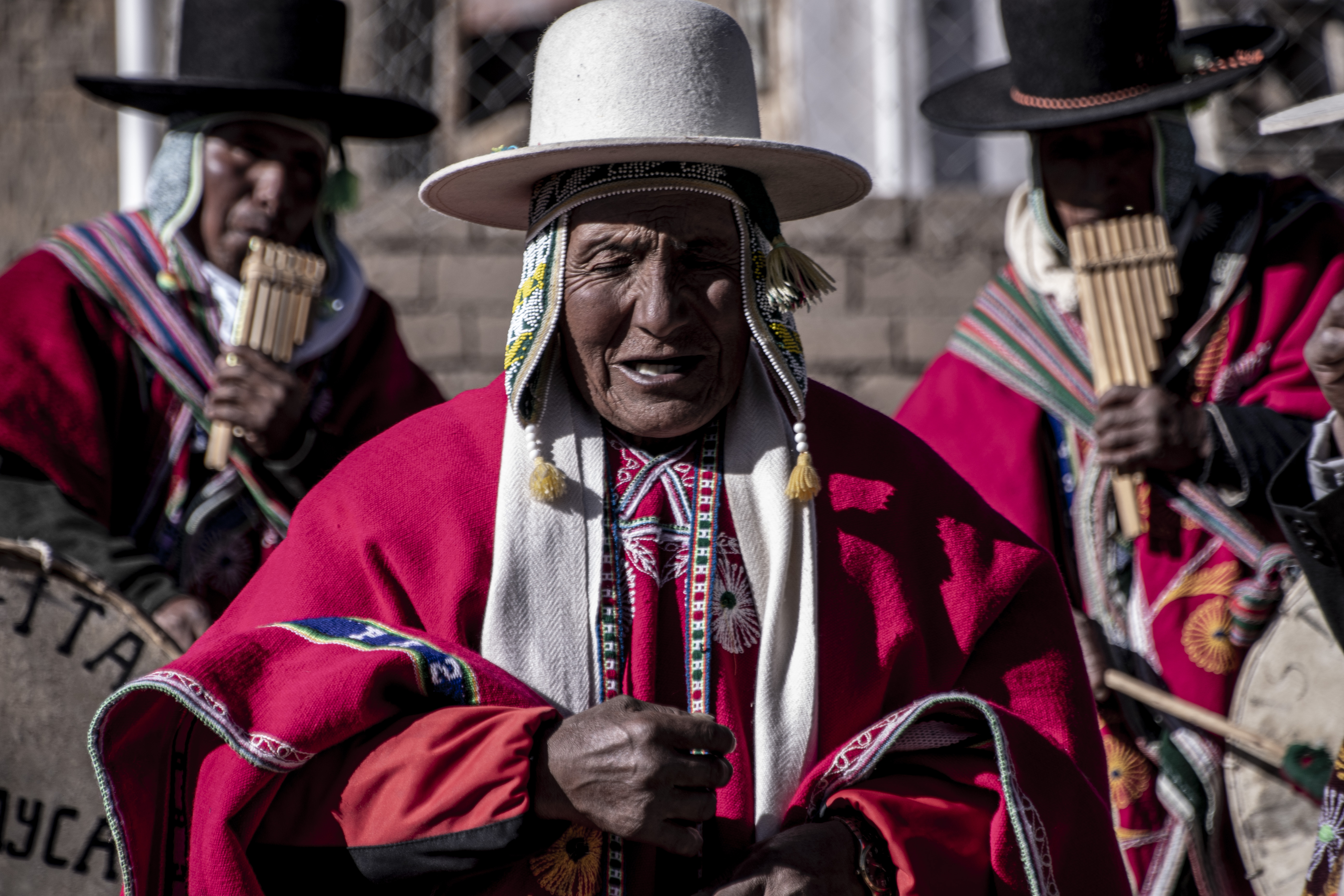
Intérprete del Siku en la localidad de Taypi Ayka en 2022, en el departamento de La Paz, Bolivia.

El siku es un instrumento de viento compuesto por un conjunto de cañas, cuyo nombre se relaciona con la voz  aimara siktasiña, que significa 'preguntarse' o 'comunicarse', reflejando su función social y ritual en las comunidades altoandinas. Se le asocia con la zampoña y la antara quechua y tiene antecedentes en instrumentos tubulares prehispánicos similares a las flautas de pan. En el Perú, hallazgos arqueológicos en la civilización Civilización Caral-Supe sugieren la existencia de instrumentos de este tipo desde hace más de 4000 años.
El siku se caracteriza por su ejecución colectiva, en la que los músicos alternan las notas para generar una melodía continua. Este principio se basa en la interacción de dos tipos de tubos: el ira, compuesto por seis cañas, y el arka, con siete. Esta estructura musical refuerza la dimensión comunitaria del sicuri, que ha evolucionado en su formato instrumental y repertorio, pero mantiene un vínculo estrecho con la cosmovisión andina y las prácticas rituales de los pueblos indígenas.[cita requerida]

## Variantes y estilos musicales
Existen diversas variantes y estilos musicales que se interpretan con el "siku" según las regiones y localidades.

### Argentina
- Sikuris de Punta Corral (Jujuy)
- Sikuris de Tilcara (Jujuy)
- Sikuris de Salta
- Sikuris de Catamarca
- Sikuris de Tucumán

### Bolivia
- Sikuris de Italaque
- Jacha sikuris (Provincia Camacho, La Paz)
- Inkasikuris
- Huayñosikuris
- Sikuris de Ilabaya (Sorata)
- Sikuri imilla (Ancoraimes)
- Sikuris de Tapacarí (Cochabamba)
- Mistisikuri- Sicumoreno
- Sikureada (La Paz, Oruro, Cochabamba, Potosí y Chuquisaca)
- Suri sikuri phusiris (La Paz)
- Wititis sikuri (Oruro)
- Thantamorenos sikuris (Chuquisaca)
- Sikuris pandilleros

### Chile
- Sikuris de Isluga
- Sikuris de Enquelga
- Sikuris de Cariquima
- Sikuris de Chijo

### Perú
- Sikuris de Conima
- Sikuris de Huancané
- Sikuris de Moho
- Sikuris de Cuyocuyo
- Sikuris de Palca
- Sikuris de Taquile
- Sikuris de Capachica
- Sikuris del Barrio Mañazo
- Zampoñistas mestizos (Siku Moreno)
- Zampoñistas de Candarave Tacna
- Ayarachi de paratia
- Ayarachi de cuyocuyo.
- Sikuris Pirhua Wayra (Piura)

## Intérpretes destacados

### Bolivia
En Bolivia existe una variedad de estilos de formas musicales y danzas bolivianas relacionadas con instrumentos de la familia de flautas de pan (ayarachis, arachis, ayarichis, awarachis, jula julas, julu julus, kantus, etc.) que han jugado un rol importante en la historia del país. Con relación estricta a los grupos de sikuris de Bolivia se puede señalar a un Conjunto de Sikuris de los Ayllus de Italaque que se presentaron por primera vez en la Ciudad de La Paz, en una época en la que existía un notable rechazo a las formas musicales indígenas y campesinas en las áreas urbanas. También se puede destacar la importante difusión que realizaron conjuntos de sikuris como el Conjunto Los Cebollitas y el Conjunto Los Choclos. En la actualidad se pueden mencionar al "Centro Cultural Sajama", a la "Comunidad Markasata", al "Conjunto de Sikuris Sonk'o Wayras", al "Centro Cultural Jacha Tunupa" y al "Conjunto folklórico Kory Majtas" como principales exponentes. Anualmente se lleva a cabo el "Festival de la Sikureada" en la Ciudad de Oruro. Entre las composiciones bolivianas más populares se puede mencionar:
- "Achankara Pankarita"
- "Caramba Chiquita"
- "Corazón Mio"
Existe un kantu popular de Charazani titulado "Ama Konkawaychu Victor Paz (Agüita de Putina)", cuya letra la compuso el boliviano Javier Mantilla. Usualmente se la confunde como sikuri, sin embargo corresponde a un Kantu de Charazani.

### Perú

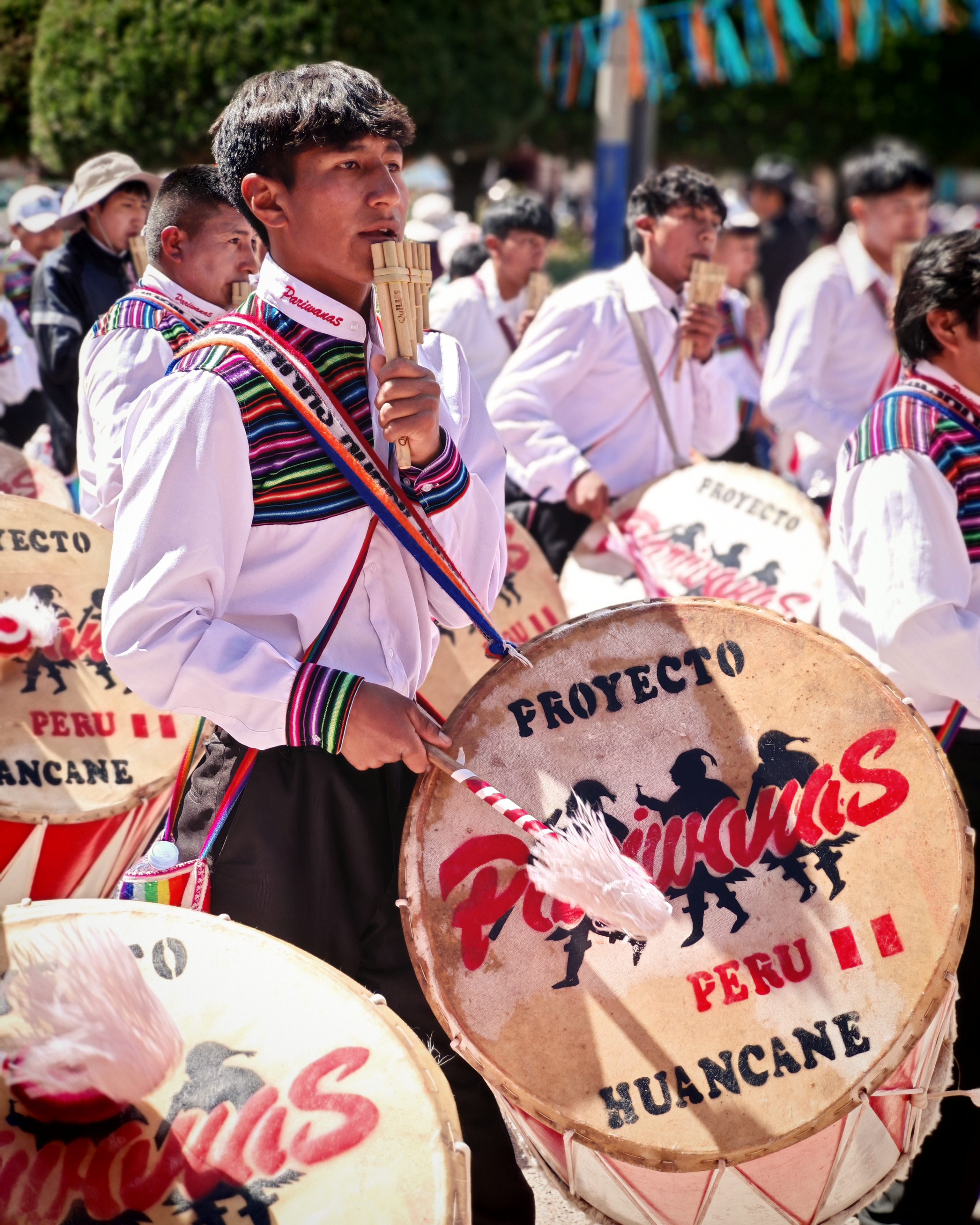
Sikuris en Huancané, Puno, Perú.

Destaca por la gran difusión y notoriedad de la música de los sikuris de la Provincia de Huancané y Provincia de Moho en Departamento de Puno, denominado en el Perú como cuna de los sikuris, del que se desprenden variados conjuntos como forma de expresión cultural andina comunitaria, destacando con notoriedad el pueblo de Distrito de Conima.
Se denomina también como fuertes interpretes del sikuri a la región de Puno - Perú en el cual predomina este tipo de música en los actos comunitarios como ritmo emblema y a la danza como patrimonio cultural del pueblo. 
Destaca así mismo entre otras localidades por presentar cada año la reunión de sikuriadas, a las cuales asisten diversos grupos peruanos de diferentes edades y poblaciones a hacer gala de sus más recientes composiciones culminando la festividad con la interpretación colectiva de los sikuris de antaño composiciones Peruanas, entre las que destacan:
- "Linda Huancaneña"
- "Celosa"
- "Mucho Tiempo"
- "Así es el Huancaneño"
- "29 de setiembre"

Una de las agrupaciones más populares de sicuris son los Sikuris del Barrio Mañazo en Puno Perú, máximos exponentes del Siku moreno o Misty sikuri en el Perú, cuyas melodías han inspirado a muchas agrupaciones y compositores a nivel nacional. También destacan varios conjuntos de la provincia de Huancane como los claveles rojos, los Huarihumas de Rosaspata entre otras asociaciones de sicuris, por último están los conjuntos de zampoñistas de la provincia de Yunguyo otro subgénero del siku que tiene un estilo propio como la zampoñada 10 de octubre los Viejitos, la juventud 10 de octubre y conjuntos de las instituciones educativas como Juventud Micaela Bastidas, José Gálvez, Cesar Vallejo y otros que cuenta con gran reconocimiento nacional e internacional.